# Lordiphosa archoroides
Lordiphosa archoroides är en tvåvingeart som först beskrevs av Zhang 1993.  Lordiphosa archoroides ingår i släktet Lordiphosa och familjen daggflugor. Inga underarter finns listade i Catalogue of Life.